# Karel Josef Beneš
Karel Josef Beneš (21. února 1896 Královské Vinohrady – 27. března 1969 Rožmitál pod Třemšínem) byl český spisovatel a scenárista. Byl autorem historických děl, psychologických románů a také autorem filmových scénářů. Publikoval taktéž články o hudbě.
Používal pseudonymy: Karel Beneš, Karel Beneš-Jizerský, K. Jizerský, K. J.

## Život
Narodil se v rodině lékaře Karla Beneše z Královských Vinohrad. V roce 1915 absolvoval klasické gymnázium v Praze. Poté narukoval jako voják do první světové války. Byl těžce zraněn a jako invalida propuštěn do civilu. Studoval přírodní vědy, filosofii, dějiny hudby a medicínu. Studium zakončil doktorátem na lékařské fakultě v roce 1921. Poté pracoval jako úředník Univerzitní knihovny (1921–1938) a poté jako ředitel Státní pedagogické knihovny Komenského.

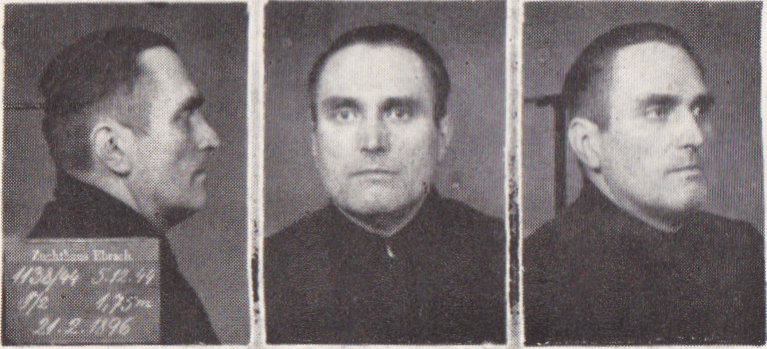
Trestanecká fotografie Karla Josefa Beneše z káznice Ebrach (1944)

V letech 1934–1937 souběžně řídil vydavatelskou činnost nakladatelství Družstevní práce. V dubnu 1939 se zapojil do odbojové činnosti Petičního výboru Věrni zůstaneme. V prosinci 1941 byl zatčen a odsouzen k trestu 7 let káznice (postupně věznice: Pankrác, Terezín, Gollnow, Ebrach, Straubing). Za svou odbojovou činnost byl vyznamenán Československým válečným křížem 1939.

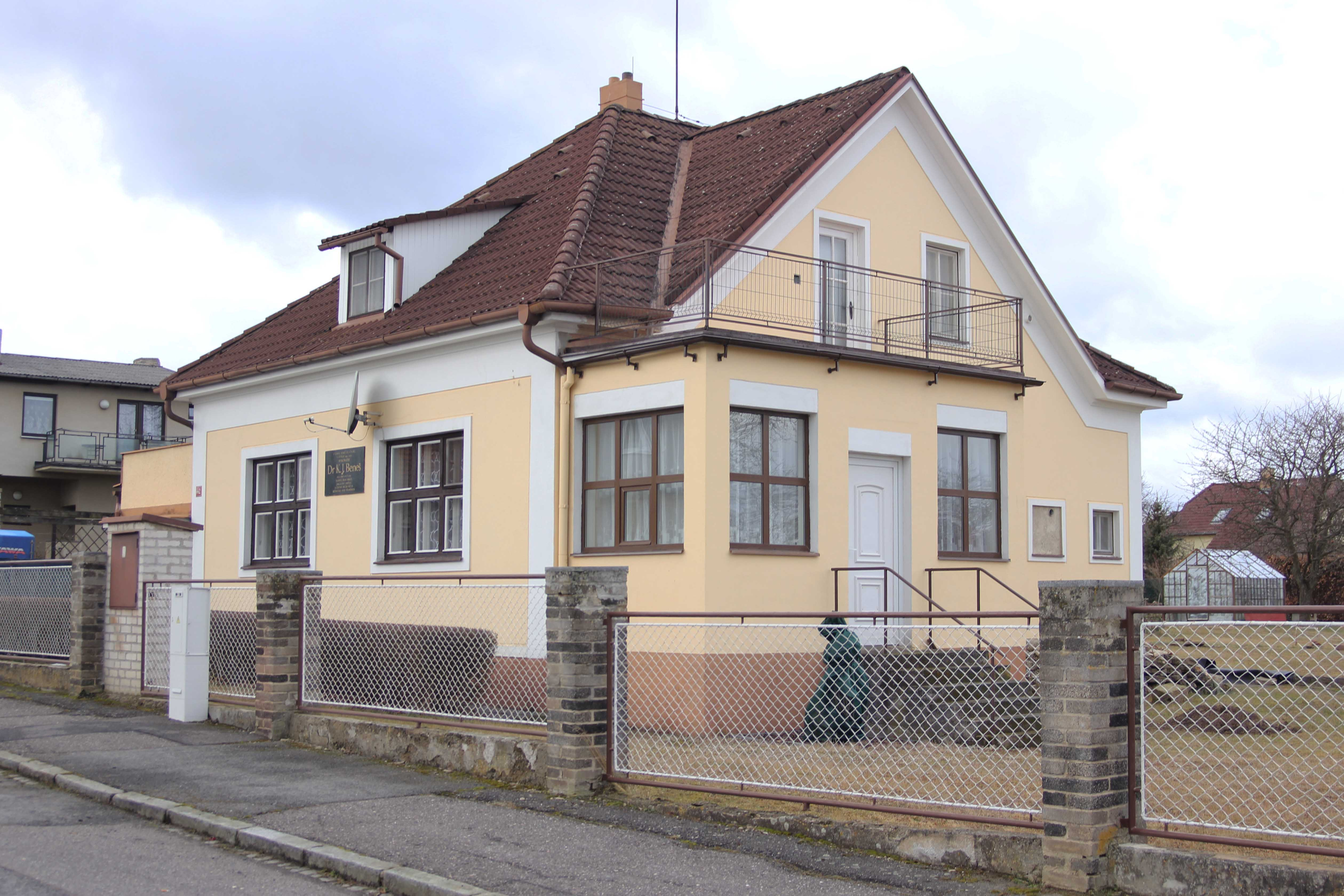
Dům Karla Beneše a Ervíny Brokešové v Rožmitále pod Třemšínem

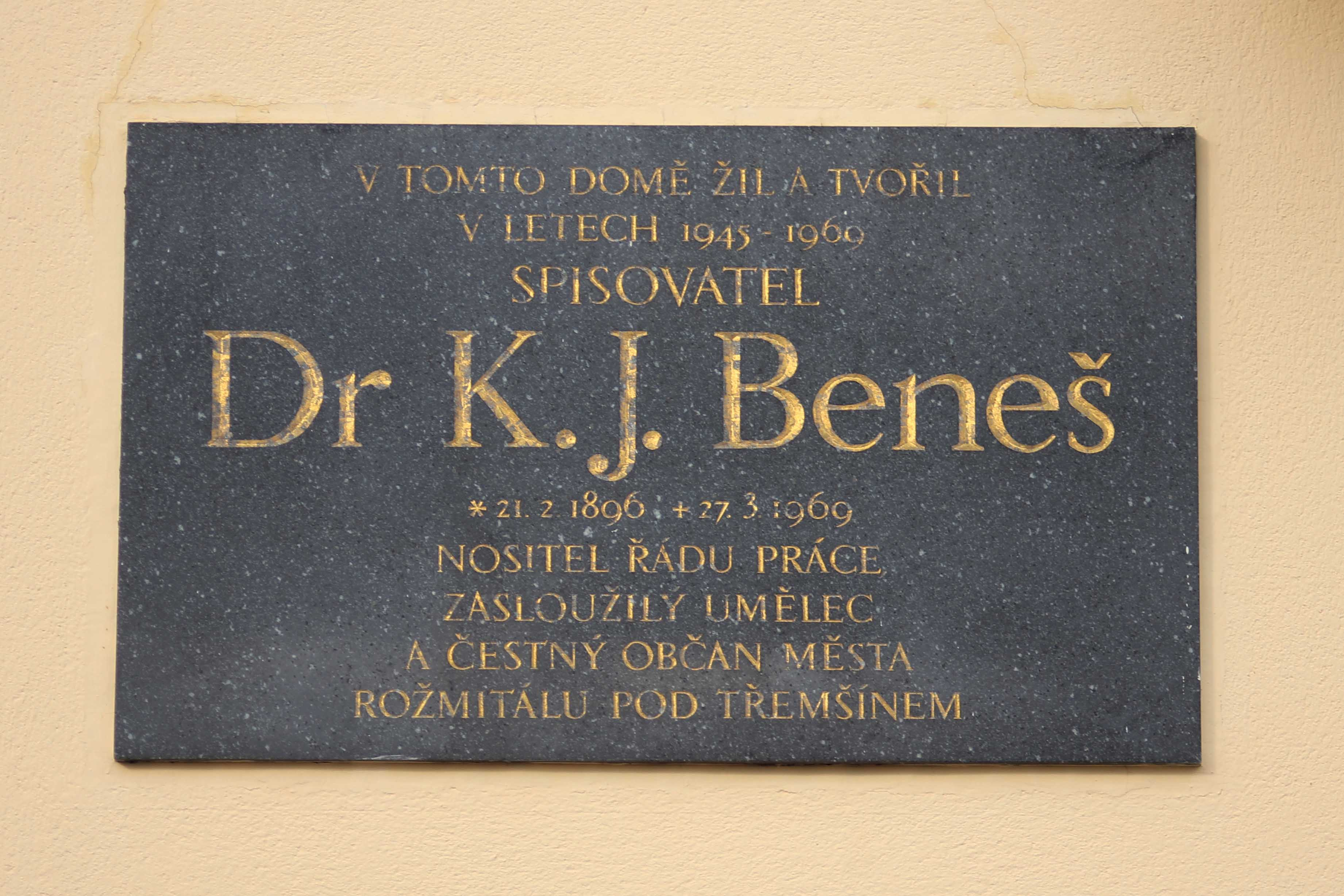
Pamětní deska K. J. Beneše umístěná na jeho domě v Rožmitále v Klikově ulici

Jeho manželkou byla houslová virtuoska Ervína Brokešová (1900–1987), se kterou se oženil 4. července 1925.
Po konci války byl úředníkem Státního úřadu plánovacího a rovněž pracoval pro film. V roce 1948 podepsal výzvu prokomunistické inteligence Kupředu, zpátky ni krok!, jež byla vydána dne 25. února 1948 na podporu komunistického převratu. Od 26. února 1948 byl (za sociální demokracii) členem akčního výboru Syndikátu českých spisovatelů. Tento akční výbor prováděl čistky v řadách spisovatelů. V roce 1950 se uchýlil do Rožmitálu pod Třemšínem, kde i zemřel; zde je také s manželkou Ervínou pohřben.
Dědictví manželů Benešových ve výši 1 660 000 Kč bylo po smrti Ervíny Brokešové poukázáno Svazu československých spisovatelů a mělo být použito ke zřízení Ceny K. J. Beneše pro podporu mladých autorů. Cena nebyla nikdy udělena a peníze zmizely.

## Dílo

### Prózy
- Děvče s květinami (1921), sbírka povídek z běžného života vydaná pod pseudonymem Karel Beneš - Jizerský
- Dobrý člověk (1925), román o cestě hudebně nadané dívky za slávou
- Kov hovoří (1926), sbírka povídek
- Nesmrtelní se setkávají (1928), román, fantaskní faustovský příběh zařazovaný kvůli použití motivu nesmrtelnosti také do sci-fi literatury
- Ozáření lidé (1929), román o lidech, kteří se snaží žít jinak, než je běžné
- Uloupený život (1935), román o ženě, která záviděla své sestře její život, a nyní se může po její tragické smrti vydávat za ni, protože je její navlas podobné dvojče
- Vítězný oblouk (1937), román vykreslující společenskou situaci českého maloměsta
- Kouzelný dům (1939), román, kde hlavní hrdinkou je žena, které se po nehodě pozvolna vrací paměť
- Červená pečeť (1940), román o umělecké cestě české houslové virtuosky, inspirováno životem manželky Ervíny
- Rudá v černé  (1947), tři novely (Jejich pravá tvář, Past a Čtyři dny) varující před německým fašismem a militarismem
- Ohnivé písmo (1950), román z posledních dnů nacistického Německa a prvních dnů po jeho kapitulaci, jádrem jehož děje jsou dramatické chvíle vězňů, vracejících se z koncentračních táborů
- Mezi dvěma břehy (1950), román, první část trilogie o událostech roku 1848, ve které je vylíčeno střetávání různých proudů v českém politickém životě předcházejících revolučním bouřím
- Rodný hlas( 1953), román z doby okupace ukazující odlišný postoj českého dělnictva a české buržoasie k okupantům a k válečnému dění
- Studentský hrdina (1956), román pro mládež, obraz z bouřlivého roku 1848
- Dračí setba (1957), román, druhá část trilogie o událostech roku 1848 líčící životní osudy a politickou činnost výrazné osobnosti J. V. Friče a dalších představitelů studentského pokrokového hnutí
- Setkání v Karlových Varech (1959), román o mladé herečce, vyrůstající v rodině vysokého úředníka v západním Německu, která se při návštěvě Karlových Var dozví o svém českém původu i o tom, že byla jako děcko zavlečena gestapem do Německa na převychování a která se setká se svou skutečnou matkou
- Útok (1963), román, závěrečný svazek trilogie o událostech roku 1848 jejíž děj je soustředěn kolem frankfurtského sněmu a pražského červnového povstání
- Cesta do neznáma (1973), posmrtně vydaný román o životě německého komunisty za druhé světové války